# Aethosia ectrocta
Aethosia ectrocta là một loài bướm đêm thuộc phân họ Arctiinae, họ Erebidae.